# Capsella orientalis
Capsella orientalis är en korsblommig växtart som beskrevs av Michail Klokov. Capsella orientalis ingår i släktet lommar, och familjen korsblommiga växter. Inga underarter finns listade i Catalogue of Life.